# Walsdorf (Rajna-vidék-Pfalz)
Walsdorf település Németországban, Rajna-vidék-Pfalz tartományban. Lakosainak száma 927 fő (2023. december 31.).

## Népesség
A település népességének változása:
| Lakosok száma | 782  | 899  | 888  | 892  | 892  | 927  |
|               | 1975 | 2017 | 2019 | 2021 | 2022 | 2023 |